# Aczél Tamás
Aczél Tamás (Budapest, 1921. december 16. – Boston, 1994. április 18.) Kossuth- és Sztálin-díjas  magyar író, újságíró, magyar–angol szakos tanár.

## Életpályája
1939-ben Budapesten érettségizett, majd Olaszországban folytatta vendéglátó-ipari tanulmányait.   
A holokauszt éveiben munkaszolgálatos volt és 1945-ben a mauthauseni koncentrációs táborba terelték a nyilasok és az osztrák nácik más zsidó társaival együtt. Túlélte a rettenetes időszakot.
1948-tól a Szikra Kiadó lektorátusát vezette. 1950–1953 között az akkori rezsim hivatalos kultúrpolitikai folyóiratának, a Csillagnak főszerkesztője volt. 1953–1956 között a Magyar Írók Szövetségének titkára. 
1956-ban elhagyta az országot, addigi munkásságát súlyos önkritikával illette. 1956-tól Angliában, 1966-tól Amerikában élt. Szerkesztette a nyugaton élő magyarság Magyarság világlapja című kiadványát és az Irodalmi Újságot. 1957–1961 között a brüsszeli Nagy Imre Politikai és Társadalomtudományi Intézet munkatársa. 1966-tól tanított a Massachusettsi Egyetemen (University of Massachusetts Amherst), és a Nemzetközi PEN Club alelnöke volt.

## Művei
- Ének a hajón (verseskötet, Budapest, 1941)[3]
- A szabadság árnyékában (regény, Budapest, 1948) – Sztálin-díj (1952)[4]
- Éberség, hűség. Versek; Hungária, Bp., 1948[5]
- Vihar és napsütés; Athenaeum, Bp., 1949
- Jelentés helyett (verseskötet, 1951)
- Láng és parázs; Szépirodalmi, Bp., 1953 (Új magyar elbeszélések)
- Vihar és napsütés. Regény; átdolg. Szépirodalmi, Bp., 1954
- Rózsa Sándor és az ulánusok; Ifjúsági, Bp., 1956 (Szivárvány kiskönyvtár)
- A szellemi ellenállás története a vasfüggöny mögött (tanulmány, 1959)
- The Revolt of the Mind (New York, 1959, London, 1961, Méray Tiborral, magyarul: Tisztító vihar, Adatok egy korszak történetéhez, JATE Kiadó, Szeged, 1989)[6]
- The Ice Age (regény, London, New York, 1965)
- Szabadság a hó alatt. Ismeretlen orosz költészet 1957–1967; ford. Aczél Tamás, Tikos László; Molnár Ny., München, 1967 (Aurora könyvek)
- Illuminations (regény, New York, 1981, London, 1982, magyarul: Illuminációk, Európa Könyvkiadó, Budapest, 1991, ford. Gy. Horváth László)
- The Hunt (regény, New York, 1990, magyarul: A vadászat, Európa Könyvkiadó, Budapest, 1994, ford. Gy. Horváth László)